# Єльча
Єльча (пол. Jelcza) — село в Польщі, у гміні Харшниця Меховського повіту Малопольського воєводства.
Населення — 527 осіб (2011).

## Демографія
Демографічна структура станом на 31 березня 2011 року:
|          | Загалом | Допрацездатний вік | Працездатний вік | Постпрацездатний вік |
| -------- | ------- | ------------------ | ---------------- | -------------------- |
| Чоловіки | 268     | 37                 | 186              | 45                   |
| Жінки    | 259     | 34                 | 139              | 86                   |
| Разом    | 527     | 71                 | 325              | 131                  |